# Euproctis croceisticta
Euproctis croceisticta är en fjärilsart som beskrevs av George Francis Hampson 1909. Euproctis croceisticta ingår i släktet Euproctis och familjen tofsspinnare. Inga underarter finns listade i Catalogue of Life.